# Birt Acres

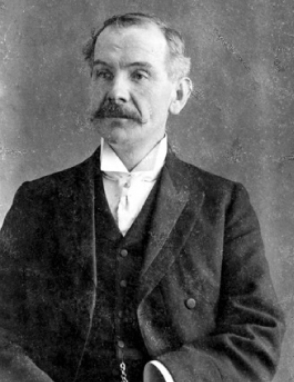
Birt Acres, Foto um 1900.

Birt Acres (* 23. Juli 1854 in Richmond, Virginia; † 27. Dezember 1918 in London) war ein britischer Fotograf, Erfinder und Filmpionier. Er entwickelte 1895 eine der ersten kommerziell einsetzbaren Filmkameras, erhielt Patente auf seine Erfindungen und veranstaltete am 14. Januar 1896 die erste Filmvorführung in London. Seine Aufnahmen zählen zu den ältesten britischen Filmen, darüber hinaus stammen von Acres die ältesten Filmaufnahmen des deutschen Kaisers Wilhelm II.

## Biografie

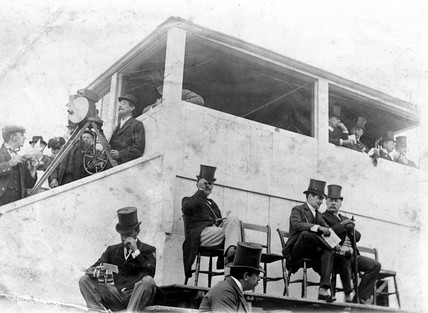
Birt Acres bei Filmaufnahmen während des Epsom Derbys 1895

Acres kam als Kind britischer Einwanderer in Richmond, Virginia, zur Welt. Seine Eltern kamen im Amerikanischen Bürgerkrieg ums Leben, woraufhin Acres bei seiner Tante aufwuchs. Diese förderte Acres’ Interesse an der Fotografie und ermöglichte ihm ein Kunststudium an der Pariser Sorbonne. Acres kehrte nach seinem Studium zunächst in die Vereinigten Staaten zurück, ging dann aber Mitte der 1880er Jahre nach England, wo er sich als Fotograf niederließ. 
1892 wurde Birt Acres als Manager bei Elliott and Son, einem Produzenten für Fotografiezubehör, angestellt. Bei Elliott and Son entwickelte Acres eine Apparatur zur schnellen Wiedergabe fotografischer Aufnahmen über eine Laterna magica. Ende des Jahres 1894 wurde Acres von einem Mitarbeiter dem Ingenieur Robert William Paul vorgestellt. Paul baute das von William K. L. Dickson für Edison entwickelte Kinetoskop, ein Filmbetrachtungsgerät, nach und suchte einen Techniker, der ihn mit neuem Filmmaterial versorgen konnte. 

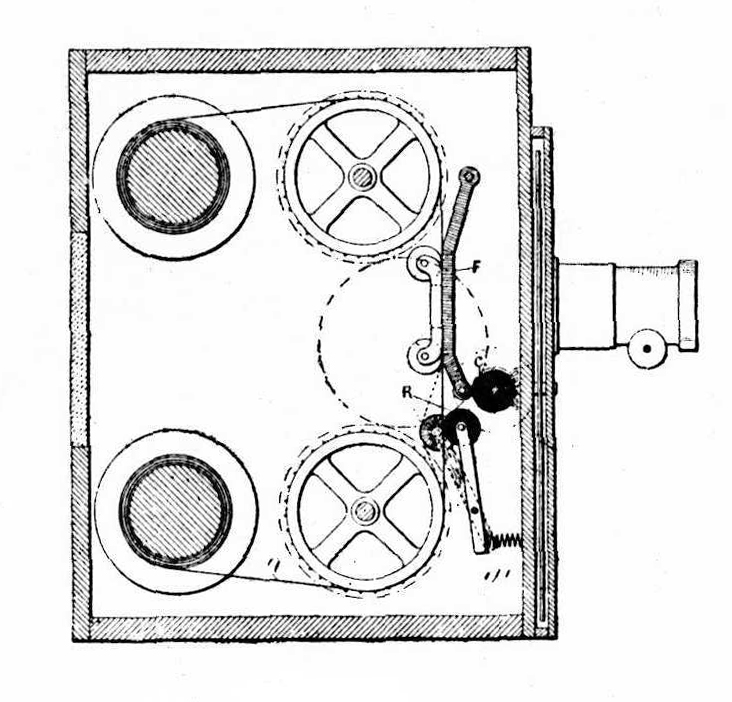
Aufrisszeichnung von Acres’ Filmkamera, nach dem Patent-Nr. 10474 von 1895.

Basierend auf Acres’ Plänen wurde innerhalb weniger Monate eine Filmkamera, das sogenannte Kineopticon, entwickelt, die erstmals im März 1895 bei der Aufnahme des Films Incident at Clovelly Cottage erfolgreich getestet wurde. Paul sandte stolz ein Muster des Films zu Edison und beschloss mit Acres eine Geschäftspartnerschaft. Acres und Paul drehten Filme an verschiedenen Schauplätzen, unter anderem beim Boat Race zwischen Oxford und Cambridge, beim Epsom Derby sowie an den Kreidefelsen von Dover. Die Partnerschaft zwischen Acres und Paul zerbrach aber schon nach sechs Wochen, als Birt Acres am 27. Mai 1895 unter seinem Namen das Kineopticon zum Patent anmeldete. Paul fühlte sich hintergangen und stritt mit Acres jahrelang erbittert über die Urheberschaft dieser ersten kommerziell einsetzbaren britischen Filmkamera. Noch in den 1910er Jahren versuchte Paul, Acres’ Beiträge zu marginalisieren.
Nach der Trennung von Paul nahm Birt Acres ein Angebot des Kölner Unternehmers Ludwig Stollwerck an, für Filmaufnahmen nach Deutschland zu reisen. Acres filmte am 21. Juni 1895 die feierliche Eröffnung des Kaiser-Wilhelm-Kanals in Kiel sowie einen Truppenbesuch des deutschen Kaisers Wilhelm II. im Umfeld der Veranstaltung. Der Streifen Opening of the Kiel Canal gilt als eine der ältesten Filmaufnahmen Deutschlands und machte Wilhelm II. zum ersten Staatsoberhaupt, das auf Film gebannt wurde.
Nach seiner Rückkehr aus Deutschland konzentrierte sich Acres auf den Bau eines Filmprojektors. Nach einem erfolgreichen Test Anfang Januar präsentierte Acres erstmals seinen Projektor am 14. Januar 1896 vor der Royal Photographic Society. Er kam damit seinem Konkurrenten R. W. Paul zuvor, der erst am 20. Februar 1896 zeitgleich mit der Londoner Premiere des Lumière’schen Cinématographe seinen eigenen Filmprojektor vorstellte. Birt Acres hat somit die erste öffentliche Filmvorführung in Großbritannien durchgeführt.
Acres gab zahlreiche Vorführungen vor fotografischen Gesellschaften und betrieb im Mai 1896 kurzzeitig ein Filmtheater, doch er sah in dem neuen Medium Film eher ein Instrument für wissenschaftliche Arbeiten als ein Unterhaltungsmedium. So überließ er Paul und anderen britischen Filmpionieren Ende der 1890er Jahre die Entwicklung einer britischen Filmindustrie und konzentrierte sich auf die technische Weiterentwicklung des Films. Mit seiner eigenen Firma Northern Photographic Works vertrieb er Filmmaterial und präsentierte 1898 mit der Birtac die erste Schmalfilmkamera für den Hausgebrauch. Günstigere Konkurrenzprodukte führten aber dazu, dass die Birtac zu einem finanziellen Fiasko wurde, Acres musste 1901 Konkurs anmelden. 
Anfang des 20. Jahrhunderts versuchte sich Acres erneut in der Produktion und Entwicklung von Filmmaterial, doch musste er 1909 ein zweites Mal seinen Bankrott erklären. 1918 starb Birt Acres 64-jährig in London. Seine Leistungen gerieten allmählich in Vergessenheit, wurden aber in den 1970er Jahren durch die Arbeiten des Filmhistorikers John Barnes wiederentdeckt.

## Filmografie (Auswahl)
- 1895: Incident at Clovelly Cottage
- 1895: Rough Sea at Dover
- 1895: The Oxford and Cambridge University Boat Race
- 1895: Opening of the Kiel Canal
- 1895: The German Emperor Reviewing His Troops
- 1895: The Arrest of a Pickpocket
- 1896: Boxing Match; or, Glove Contest
- 1896: The Boxing Kangaroo
- 1896: Opening of the Cardiff Exhibition by H.R.H. the Prince of Wales
- 1896: A Surrey Garden
- 1897: An Unfriendly Call
- 1897: Henley Regatta

## Patent-Informationen
Patente von Birt Acres zur Filmtechnik:
- Patent  GB189323670A: Apparatus for Exposing Successive Photographic Plates, and for Exhibiting Magic Lantern and other Slides. Angemeldet am 8. Dezember 1893, veröffentlicht am 10. Februar 1894, Erfinder: Birt Acres.‌
- Patent  GB189510474A: Improved Appartus for Enabling Photographic Images to be Taken, Projected, or Viewed in Rapid Succession. Angemeldet am 27. Mai 1895, veröffentlicht am 2. Mai 1896, Erfinder: Birt Acres.‌
- Patent  GB190222458A: Improvements in Photographic Cameras and Film Rolls therefor. Angemeldet am 15. Oktober 1902, veröffentlicht am 15. Oktober 1903, Erfinder: Birt Acres.‌